# 日笠山亜美
日笠山 亜美（ひがさやま つぐみ、1978年3月21日 - ）は、日本の女性声優。大沢事務所所属。埼玉県出身。「ひがさやま あみ」と誤読されやすい。

## 人物
趣味・特技は詩を書く、三味線、トランペット、書道（準師範）、狂言（大蔵流）。

## 出演
太字はメインキャラクター。

### テレビアニメ
2000年
- 風まかせ月影蘭
- NieA_7（ウエイトレス）
- ブギーポップは笑わない Boogiepop Phantom（遠山恵）

2002年
- 灰羽連盟（子供、廃工場の灰羽）

2004年
- お伽草子（村娘）
- KURAU Phantom Memory（双子）
- げんしけん（岡田 他）
- サムライチャンプルー
- ToHeart Remember my memories（子供）
- 双恋（男の子）
- 妄想代理人（妙子の友人）

2005年
- いちご100%（真紀）
- 極上生徒会（美川美衣子）
- 灼眼のシャナ（女子生徒）
- 創聖のアクエリオン（つぐみ・ローゼンマイヤー）
- ぱにぽにだっしゅ!（秋山乙女、魔法少女猫）

2006年
- 獣王星（女の子）
- タクティカルロア（笹原櫻）
- Project BLUE 地球SOS（謎の少女→マーガレット）

2007年
- ポケットモンスター ダイヤモンド&パール（マイ・フランソワ・ジョーイ）

2010年
- ケシカスくん（エンピツ）

2011年
- THE IDOLM@STER（ひかり）

2017年
- デュエル・マスターズ（エンピツ）

### 劇場アニメ
- あした元気にな〜れ！ 半分のさつまいも（2005年、大沢ゆり子）
- 劇場版 アクエリオン（2007年、つぐみ・ローゼンマイヤー）

### OVA
- 創星のアクエリオン（2007年、つぐみ・ローゼンマイヤー）

### Webアニメ
- サイキックアカデミー煌羅万象（2002年、ミュウ・バウラ・ルル・アラパ・ドゥル）

### ゲーム
- クロス探偵物語（1998年、椎名かおる）
- ANUBIS ZONE OF THE ENDERS（2003年、アンジー）
- 乙女はお姉さまに恋してる（2005年、菅原君枝）
- BALDR BULLET EQUILIBRIUM（2007年、ソーティア・ウィンディ）
- スーパーロボット大戦Z（2008年、つぐみ・ローゼンマイヤー）
- Another Century's Episode:R（2010年、つぐみ・ローゼンマイヤー）
- 第2次スーパーロボット大戦Z 破界篇/再世篇（2011年、つぐみ・ローゼンマイヤー）- 2作品

### ラジオドラマ
- 青春アドベンチャー「ニコルの塔」（アミ）
- BLUE DROP LOVERS SIDE〜神子〜（2007年、真美）

### ドラマCD
- 鋼の錬金術師 偽りの光 真実の影（ユナ・ウィンスレット）
- ファンタズム
- 魔人探偵脳噛ネウロ（アカリ）
- Mr.FULLSWING（鳥居凪）
- BLUE DROP LOVERS SIDE〜神子〜（2008年、真美）

### デジタルコミック
- ひとひらの恋が降る（2007年、澄川晴流）

### テレビ番組
- おはコロシアム（エンピツくんの声）

## ディスコグラフィ

### 歌手参加楽曲
| 発売日        | 商品名   | 歌                   | 楽曲         | 備考                                                        |
| ------------- | -------- | -------------------- | ------------ | ----------------------------------------------------------- |
| 2002年4月24日 | Say Over | 田中理恵、日笠山亜美 | 「Say Over」 | Webアニメ『サイキックアカデミー煌羅万象』オープニングテーマ |